# Anfibolite
L'anfibolite è una roccia metamorfica regionale di facies anfibolitica a chimismo basico. È caratterizzata dall'associazione dell'anfibolo orneblenda con un plagioclasio a contenuto variabile di calcio. Il quarzo può essere presente ma in quantità subordinate o come accessorio. Altri minerali accessori presenti possono essere clinopirosseni, granato, epidoti, biotite, titanite e scapolite. Può essere foliata,  o lineata (per isorientazione degli assi maggiori degli anfiboli) o entrambe le cose, ma non mancano anfiboliti a struttura isotropa, non foliate. Il colore è verde scuro, verde-bruno scuro o nero.

## Caratteri mineralogici e varietà
Fin da quando il termine anfibolite fu coniato da Brongniart nel 1813, è l'associazione dell'orneblenda con il plagioclasio a caratterizzare queste rocce. Ma nel tempo è cambiata più volte, nella definizione di questo litotipo, l'importanza del rapporto percentuale tra questi due minerali e della presenza o assenza del quarzo e di altri minerali accessori. Furono coniati termini particolari anche per definire rocce di transizione tra le anfiboliti e le granuliti.  Secondo le raccomandazioni della Sottocommissione sulla Sistematica delle Rocce Metamorfiche (SMCR) dell'International Union of Geological Sciences (IUGS), la definizione di anfibolite dovrebbe essere la seguente:
L'anfibolite è una roccia metamorfica gneissica o granofelsica, composta principalmente da anfibolo verde, bruno o nero e plagioclasio (inclusa l'albite), che insieme formano il 75% o più del volume totale della roccia e dove ciascuno dei quali è presente come costituente essenziale. L'anfibolo deve costituire il 50% o più del totale dei minerali mafici e deve essere presente in una quantità pari almeno al 30% della roccia. 
L'anfibolo può essere una Fe-orneblenda, una Mg-orneblenda o la tschermakite, ma possono essere presenti anche altri anfiboli, come la cummingtonite e l'antofillite. Il plagioclasio passa dall'oligoclasio alla labradorite con l'aumentare della temperatura.
L'uso dei prefissi orto- e para- per indicare l'origine delle anfiboliti rispettivamente da protoliti magmatici o sedimentari basici è accettato, sebbene sia spesso difficile risalire all'origine del protolito dalla semplice osservazione dei caratteri mineralogici. 
Per rocce con oltre il 90% di orneblenda, peraltro molto rare, la SMCR propone di usare il termine orneblendite, che in precedenza era limitato a rocce ignee di analoga composizione. In alternativa vengono accettati i termini granofels ad orneblenda e gneiss orneblendico. Se uno o più accessori superano il 5% in volume della roccia, il loro nome viene aggiunto come prefisso (es. quarzo-anfibolite, granato-anfibolite). Quando i minerali diversi da plagioclasio e anfibolo superano il 25% della roccia, si hanno i termini di transizione verso altri tipi di rocce (quarzo-feldspatiche e meta-carbonatiche).

## Origine e ambiente di formazione
I protoliti delle anfiboliti sono essenzialmente le rocce ignee basiche (gabbro-basalto) ma anche, in alcuni casi, dolomie argillose e marne. La facies delle anfiboliti si colloca ad alte temperature (500 °C - 700 °C) e a medie pressioni (0.35 GPa - 0.85 GPa) e l'ambiente tipico per la formazione di queste rocce è la base della crosta superiore della placca continentale sovrascorrente, in fase di subduzione, e di entrambe le placche a contatto in fase collisionale e postcollisionale.
Il passaggio della roccia verso il basso dalla facies delle anfiboliti a quella delle granuliti è indicata dalla comparsa dell'ortopirosseno. Il passaggio verso l'alto alla facies degli scisti verdi dall'associazione dell'epidoto con l'albite.

## Distribuzione
In Italia le anfiboliti sono diffuse nelle Alpi centro-occidentali, nell'Appennino ligure, in Sardegna, in Calabria e nei Monti Peloritani (Sicilia).

## Galleria d'immagini

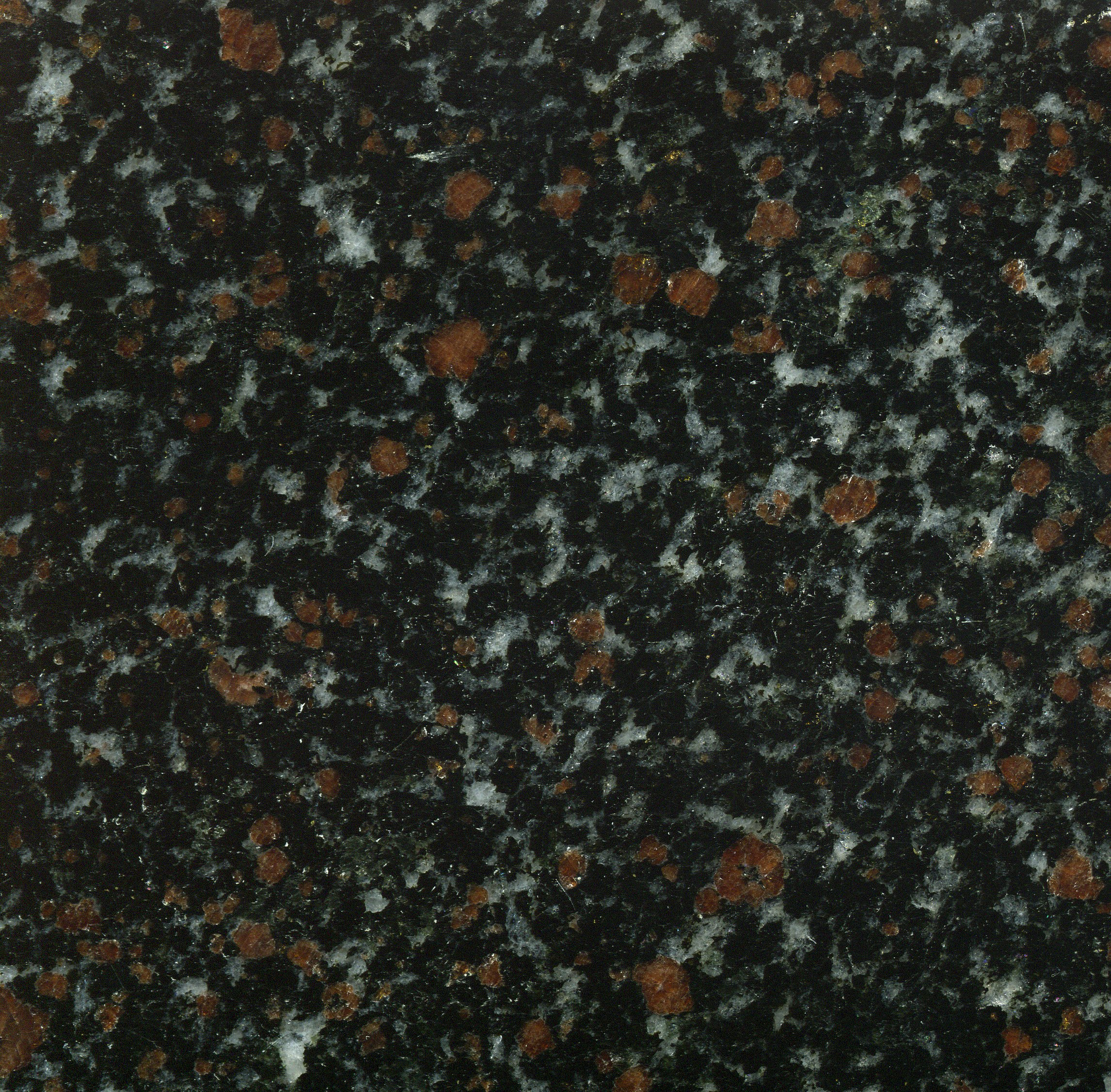
dettaglio di granato-anfibolite, Murmansk, Russia.
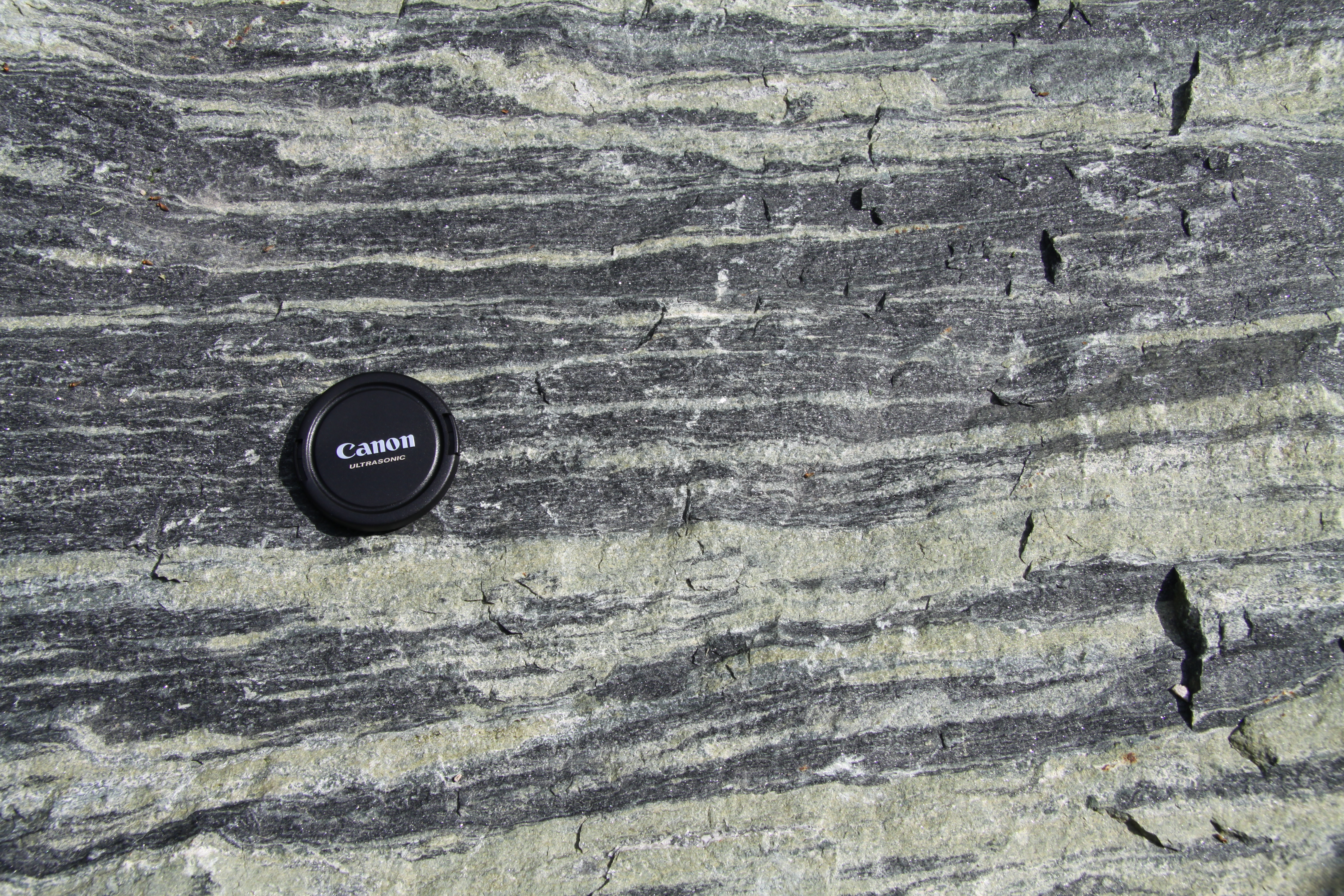
Anfibolite con layering mineralogico.
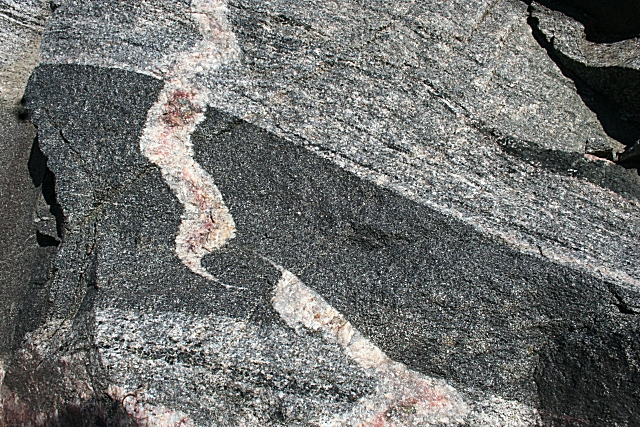
Anfibolite in ortogneiss granitico, Scozia nordoccidentale